# 尹颂
尹颂（1988年3月19日—），男，河南省周口市人，中国电视节目主持人，毕业于江西师范大学播音与主持艺术专业。2010年，参加江西电视台主持人选拔节目《都市星主播》，并且被江西电视台破格录用。先后主持过《江西新闻联播》、《新闻夜航》、《天天健康》等电视节目。2019年2月，担任《2019年中央广播电视总台春节联欢晚会》井冈山分会场主持人；同年作为选手参加中央广播电视总台2019主持人大赛获银奖。
2019年主持庆祝中华人民共和国成立70周年联欢活动《奋斗吧 中华儿女》，担任70周年天安门广场大联欢解说。2020年1月，担任中共中央国务院2020年春节团拜会主持人、《2020年中央广播电视总台春节联欢晚会》北京主会场主持人。

## 荣誉
- 2009年12月，“江西省三好学生”
- 2020年4月，获第23届“江西青年五四奖章”
- 2020年4月，获“江西省青年岗位能手”
- 2019年庆祝中华人民共和国成立70周年联欢活动